# Centro Deportivo Wanda Alcalá de Henares

Vista panoràmica de l'estadi principal del Centre Esportiu Wanda Alcalá de Henares en el matí del 16 de gener de 2022, abans de la disputa del partit entre l'Atlético de Madrid Féminas i l'Sporting Club de Huelva pertanyent a la jornada 18 de la Primera Divisió femenina 2021-22.

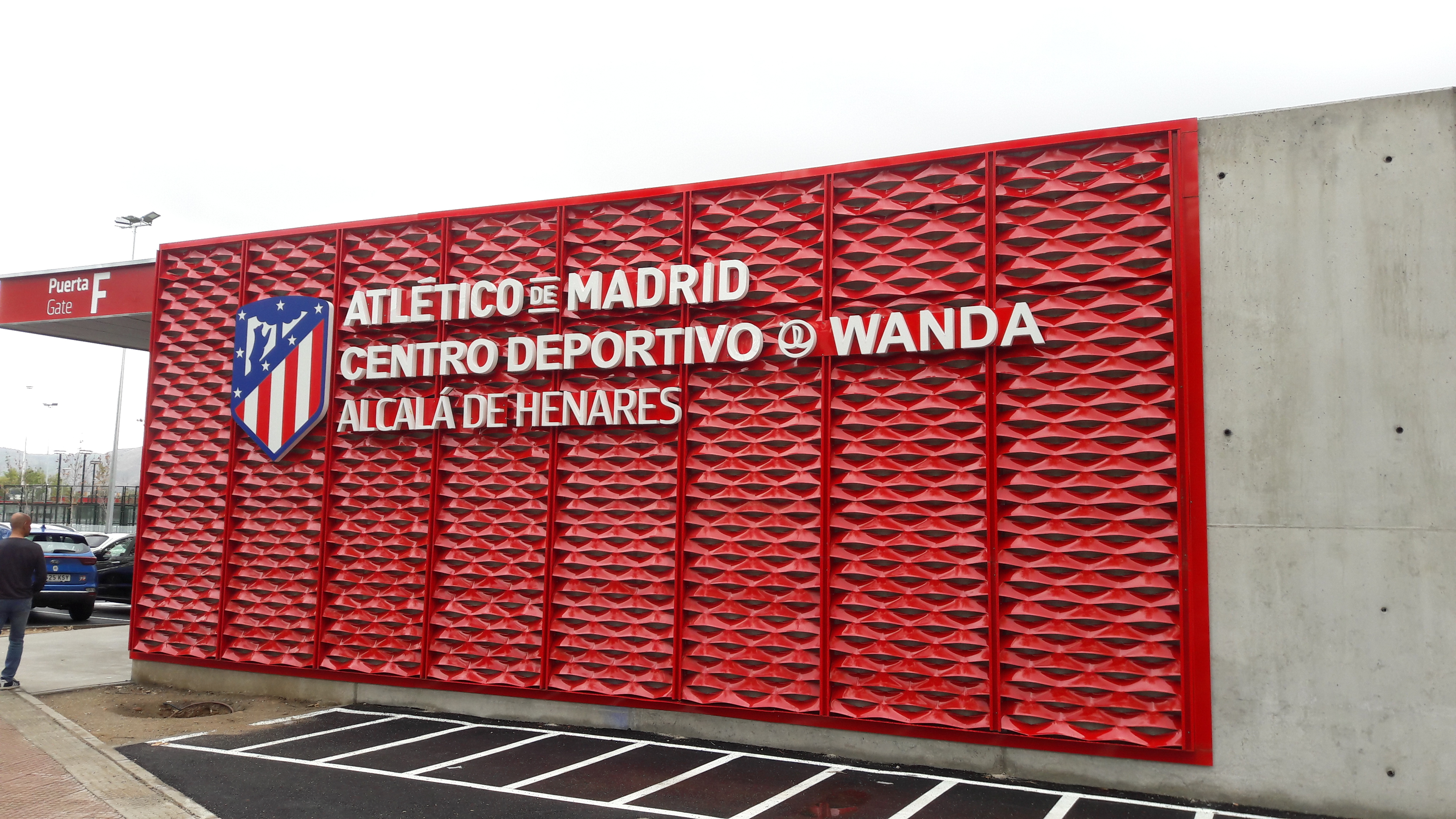
Entrada a la Ciudad Deportiva de l'Atlético de Madrid a Alcalá de Henares

El Centre Esportiu Wanda Alcalá de Henares és un recinte esportiu propietat de l'Atlètic de Madrid, situat a Alcalá de Henares a la província de Madrid, Espanya.
El recinte és la seu dels partits del Club Atlético de Madrid Féminas, així com dels seus equips filials. Posseeix un aforament per a 2.700 espectadors, i es va crear amb la idea de ser seu del primer equip femení i totes les categories inferiors femenines. També l'utilitzen les categories Cadet, Infantil, Benjamí i Prebenjamín masculines. Es va inaugurar el 15 de setembre de 2019 amb victòria de l'Atlético de Madrid Féminas sobre el Sevilla FC davant 2.304 persones.

## Instal·lacions
El Centre està situat en el barri d'Espartales i té una extensió de 69.960 metres quadrats. L'estadi principal té un aforament de 2.700 espectadors.
A més compta amb quatre camps més de futbol-11 i un de futbol-7 d'herba artificial. També disposa d'unes instal·lacions que compten amb àrea de tecnificació de porters, vestuaris, gimnàs, botiga oficial, cafeteria, magatzems, aula d'ensenyament i serveis mèdics.

## Història
La creació del Centre Esportiu Wanda Alcalá de Henares va tenir el seu origen en l'estratègia de l'Atlético de Madrid de tenir més presència a la Comunitat de Madrid, més enllà de la capital i de l'ús de les instal·lacions de l'Estadi Cerro del Espino. El pla del club passava per crear dues ciutats esportives a Alcorcón i Alcalá de Henares. En el cas de la d'Alcalá s'havia arribat a un acord amb el consistori governat pel Partit Popular, que havia de ser renegociat amb el canvi de govern amb el Partit Socialista Obrer Espanyol.
El 3 de febrer del 2017 es va anunciar l'aprovació per part de la Junta de Govern de l'Ajuntament d'Alcalá de Henares del pla per construir una ciutat esportiva en aquest municipi per part de l'Atlético de Madrid, amb l'objectiu que fos una Seu per a la acadèmia del club i crear una àrea d'influència al Corredor del Henares, per la seva proximitat amb el nou estadi de l'equip, el Wanda Metropolitano. El pla inicial estimava l'inici de la construcció el febrer del mateix any amb una durada de 12 a 14 mesos. El conveni incloïa l'ús de les instal·lacions per part de la Real Sociedad Deportiva Alcalá, així com el pagament d'un cànon anual de 128.026 euros a l'ajuntament.
Finalment el projecte es va endarrerir i les obres es van iniciar el 2 de febrer del 2018. A l'acte de col·locació de la primera pedra van acudir l'alcalde de la ciutat, Javier Rodríguez Palacios, acompanyat pel regidor d'esports i altres càrrecs públics de l'ajuntament, el president del club Enrique Cerezo, el conseller delegat, Miguel Ángel Gil Marín, un dels capitans del primer equip i del planter, Saúl Ñíguez, el director de l'Acadèmia, Emilio Gutiérrez, l'exjugador José Luis Pérez Caminero i la directora d'Atlético de Madrid femení, Lola Romero. S'hi va instal·lar una urna amb una samarreta oficial de la primera equipació de l'equip, dues cartes manuscrites per Enrique Cerezo i Javier Rodríguez Palacios destacant la importància històrica de l'esdeveniment i un USB que contenia els noms de totes les jugadores i jugadors de l'Acadèmia del club. El pressupost del projecte era de 14 milions d'euros.
El maig del 2019 Miguel Ángel Gil va confirmar que la secció femenina del club jugaria la següent temporada al nou centre esportiu. El 2 de setembre del 2019 es va produir l'estrena de les instal·lacions amb l'entrenament de dos equips de cadets del club. El primer partit al nou estadi el va disputar el filial amb victòria per 2-0 sobre el CF Pozuelo de Alarcón. El primer gol a l'estadi el va marcar Cristina Rincón.
El 15 de setembre del 2019 el primer equip va jugar el seu primer partit que l'estadi. Hi van assistir 2.304 persones i van vèncer per 3-0 el Sevilla FC. Abans del partit els jugadors de l'acadèmia Paula Moreno i Javier Serrano van fer el servei d'honor. El primer gol el va marcar Ángela Sosa.

## Ubicació i accés
El Centre està ubicat al barri d' Espartals d'Alcalá de Henares. Es pot accedir al recinte des de fora d'Alcalá amb transport públic, mitjançant interurbà. També es pot arribar al municipi amb tren de rodalies fins a l'estació d'Alcalá de Henares i després desplaçar-se amb autobús urbà.